# 4AD (EP)
4AD è un EP di raccolta del gruppo musicale britannico Bauhaus, pubblicato nel 1983.

## Tracce
Testi e musiche dei Bauhaus, eccetto dove indicato.

1. Dark Entries – 3:51
2. Terror Couple Kill Colonel – 4:22
3. Telegram Sam (Marc Bolan) – 2:08
4. Terror Couple Kill Colonel (Version) – 4:33
5. Rosegarden Funeral of Sores (John Cale) – 5:31
6. Crowds – 3:13

## Formazione
- David J – basso, cori
- Kevin Haskins – batteria, percussioni
- Daniel Ash – chitarra, cori
- Peter Murphy – voce